# Chyžné
Chyžné (hongrois : Hizsnyó) est un village de Slovaquie situé dans la région de Banská Bystrica.

## Histoire
La première mention écrite du village date de 1427.

## Démographie

### Évolution de la population
| Année:               | 1994. | 2004.   | 2014.   | 2024.   |
| -------------------- | ----- | ------- | ------- | ------- |
| Nombre de personnes: | 421   | 427     | 421     | 409     |
| Différence:          |       | +1,42 % | -1,40 % | -2,85 % |

| Année:               | 2023. | 2024. |
| -------------------- | ----- | ----- |
| Nombre de personnes: | 409   | 409   |
| Différence:          |       | +0 %  |